# سامول گاسپاروف
سامول ولادیمیری گاسپاروف (ارمنی: Սամվել Վլադիմիրի Գասպարով؛ زادهٔ ۷ ژوئن ۱۹۳۸ – درگذشته ۲۶ مهٔ ۲۰۲۰) یک کارگردان فیلم، بازیگر و فیلم‌نامه‌نویس اهل ارمنستان بود.
وی در استودیو فیلم اودسا کار میکرد.

## پیشه یا شغل
گاسپوروف یکی از فیلمسازان روسی - ارمنی بود که بیشتر به فرم وسترن سرخ علاقه داشت، او هر دو نفرت و ششم و همچنین فیلم کمتر شناخته شده نان، طلا و تپانچه و کلمه مرگ را فراموش کن را در این ژانر کارگردانی کرد.

## زندگی خصوصی
گاسپاروف تا زمان مرگ دو بار ازدواج کرد .
وی قبل از مرگ با بازیگری به نام ناتالیا واویلووا ازدواج کرد. او از ازدواج قبلی یک دختر داشت .

## فیلم شناسی
- بیزاری (۱۹۷۵)
- کلمه مرگ را فراموش کنید (1979)
- نان ، طلا و هفت تیر ناگانت (1980)
- ششم (1981)
- Bez osobogo riska (1983)
- مختصات مرگ (1985)
- Kak doma, kak dela (1987)
- Stervyatniki na dorogakh (1990)